# ムシ川 (インドネシア)
ムシ川（ムシがわ、インドネシア語: Sungai Musi）はインドネシアのスマトラ島南部を流れる川。全長はおよそ750kmであり、流域は南スマトラ州の大部分を占める。州都パレンバンを通過した後、Banyuasin川などと合流して、スンサン付近でデルタを作り海に注ぐ。川は約6.5mの深さに浚渫されていてパレンバンまで大型船が航行できるようになっていて、そこの港湾施設は主に石油、ゴム、石炭の輸出に使われている。
1997年12月19日、シルクエアー185便墜落事故が発生した場所である。